# HD 113538 c
HD 113538 c (بالإنجليزية: HD 113538 c)‏ الذي يرمز له بالرمز HD 113538c، هو كوكب خارج المجموعة الشمسية، في كوكبة قنطورس، يتبع HD 113538 ‏.

## الاكتشاف
اكتشف في 2010.